# جاريت لي
جاريت لي (بالإنجليزية: Jarrett Lee)‏ هو لاعب كرة قدم أمريكية ولاعب كرة قدم كندية أمريكي، ولد في 2 يونيو 1989 في سان أنجيلو في الولايات المتحدة.